# Чахар – Правий Передній стяг
40°46′55″ пн. ш. 113°12′19″ сх. д. / 40.78183° пн. ш. 113.20538° сх. д.
Чахар – Правий Передній стяг (кит. 察哈尔右翼前旗, пін. Cháhā'ĕr Yòuyì Qiánqí) — один із повітів КНР у складі префектури Уланчаб, Внутрішня Монголія. Адміністративний центр — містечко Тугін-Ул.

## Географія
Чахар – Правий Передній стяг лежить на висоті понад 1320 метрів над рівнем моря у межах Монгольського плато.

### Клімат
Хошун знаходиться у зоні, котра характеризується кліматом помірних степів. Найтепліший місяць — липень із середньою температурою 21 °C. Найхолодніший місяць — січень, із середньою температурою -12 °С.
| Клімат хошуну Чахар – Правий Передній стяг | Клімат хошуну Чахар – Правий Передній стяг | Клімат хошуну Чахар – Правий Передній стяг | Клімат хошуну Чахар – Правий Передній стяг | Клімат хошуну Чахар – Правий Передній стяг | Клімат хошуну Чахар – Правий Передній стяг | Клімат хошуну Чахар – Правий Передній стяг | Клімат хошуну Чахар – Правий Передній стяг | Клімат хошуну Чахар – Правий Передній стяг | Клімат хошуну Чахар – Правий Передній стяг | Клімат хошуну Чахар – Правий Передній стяг | Клімат хошуну Чахар – Правий Передній стяг | Клімат хошуну Чахар – Правий Передній стяг | Клімат хошуну Чахар – Правий Передній стяг |
| Показник                                   | Січ.                                       | Лют.                                       | Бер.                                       | Квіт.                                      | Трав.                                      | Черв.                                      | Лип.                                       | Серп.                                      | Вер.                                       | Жовт.                                      | Лист.                                      | Груд.                                      | Рік                                        |
| Середній максимум, °C                      | −5,4                                       | −0,9                                       | 5,6                                        | 14,4                                       | 21,1                                       | 25,4                                       | 26,9                                       | 24,9                                       | 20,3                                       | 13                                         | 3,7                                        | −3,6                                       | 12,1                                       |
| Середня температура, °C                    | −12                                        | −8,1                                       | −1,3                                       | 7,3                                        | 14,4                                       | 19                                         | 21                                         | 19                                         | 13,7                                       | 6,4                                        | −2,8                                       | −9,8                                       | 5,6                                        |
| Середній мінімум, °C                       | −17,3                                      | −13,9                                      | −7,3                                       | 0,6                                        | 7,5                                        | 12,6                                       | 15,3                                       | 13,5                                       | 7,7                                        | 0,6                                        | −7,9                                       | −14,6                                      | −0,3                                       |
| Норма опадів, мм                           | 1.2                                        | 2.8                                        | 7.3                                        | 18.8                                       | 30.9                                       | 56.3                                       | 93.5                                       | 83.9                                       | 44.8                                       | 17.2                                       | 4.4                                        | 2                                          | 363.1                                      |
| Вологість повітря, %                       | 54                                         | 47                                         | 41                                         | 36                                         | 40                                         | 49                                         | 62                                         | 66                                         | 59                                         | 52                                         | 50                                         | 53                                         | 50.8                                       |
| ------------------------------------------ | ------------------------------------------ | ------------------------------------------ | ------------------------------------------ | ------------------------------------------ | ------------------------------------------ | ------------------------------------------ | ------------------------------------------ | ------------------------------------------ | ------------------------------------------ | ------------------------------------------ | ------------------------------------------ | ------------------------------------------ | ------------------------------------------ |
| Джерело: data.cma.cn                       |                                            |                                            |                                            |                                            |                                            |                                            |                                            |                                            |                                            |                                            |                                            |                                            |                                            |